# Richard Lenel

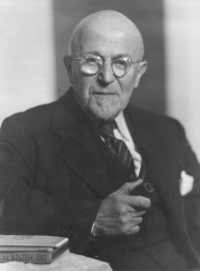
Porträt von Richard Lenel

Richard Lenel (* 29. Juli 1869 in Mannheim; † 3. August 1950 in Neckargemünd) war Präsident der Handelskammer, jüdischer Emigrant in der Zeit des Nationalsozialismus und Ehrenbürger der Stadt Mannheim.

## Leben
Er war ein Sohn von Viktor Lenel. Richard Lenel besuchte das Mannheimer Gymnasium und trat mit 23 Jahren in die väterliche Fabrik wasserdichter Wäsche Lenel, Bensinger u. Co. in Mannheim ein und wurde 1897 deren Geschäftsführer. 1908 beteiligte er sich an der Gründung des allgemeinen Arbeitgeberverbandes Mannheim-Ludwigshafen. Von 1909 bis 1920 war er Handelsrichter. 1911 trat er an die Spitze des Fabrikantenvereins und wurde in die Handelskammer gewählt, zu deren Präsidenten er 1920 gewählt wurde. 1922 wurde er für die Deutsche Volkspartei in den Bürgerausschuss gewählt, wo er bis 1930 Mitglied war. Für seinen Einsatz für die Fördergesellschaft der Handelshochschule wurde ihm am 3. Dezember 1930 der erste Ehrendoktor der Handelshochschule verliehen. 1931 präsidierte er ein vom Oberbürgermeister gegründetes Hilfswerk zur Linderung der Notlage der Arbeitslosen. Am 27. März 1933 musste Richard Lenel unter dem Druck der neuen Machthaber sein Amt als Präsident der Handelskammer niederlegen, obwohl er bereits 1902 aus der jüdischen Gemeinde ausgetreten war.

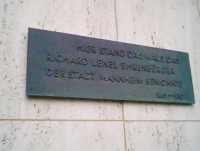
Gedenktafel für Richard Lenel am Hochhaus der Südzucker in der Mannheimer Maximilianstraße

In den folgenden Jahren versuchte er mit seinen beiden ältesten in Deutschland verbliebenen Söhnen, sein Unternehmen der Familie zu erhalten, bis die rigorosen Maßnahmen der Nazis des Jahres 1938 ihn zwangen, sein Haus und seine Firma zu veräußern und nach England, später in die USA zu fliehen. Sein Neffe Ludwig Lenel trat als Komponist hervor. Im Exil war er äußerst unglücklich und kehrte deshalb schon 1949 wieder nach Deutschland zurück. Am 18. Oktober 1949 wurde ihm das Ehrenbürgerrecht der Stadt Mannheim und einen Tag später der Titel eines Ehrenpräsidenten der Industrie- und Handelskammer verliehen. In seiner Vaterstadt betätigte sich Richard Lenel wiederholt auch als Mäzen. So vermachte er der Mannheimer Kunsthalle das Gemälde „Kopf eines alten Juden“ des Malers Adolph von Menzel. Wenige Tage nach seinem 81. Geburtstag starb er in Neckargemünd und wurde auf dem jüdischen Friedhof in Mannheim beigesetzt.
Je eine Straße im »Ehrenbürgerviertel« in Mannheim-Feudenheim sowie in Neckargemünd tragen seinen Namen. An seinem ehemaligen Wohnhaus in der Maximilianstraße in der Mannheimer Oststadt ist eine Gedenktafel angebracht.